# Скобас, Витаутас Антанович
Витаутас Антанович Скобас — советский хозяйственный, государственный и политический деятель.

## Биография
Родился в 1922 году в Каунасе. Член КПСС с года.
С 1941 года — на хозяйственной, общественной и политической работе. В 1941—1984 гг. — токарь паровозоремонтного завода, участник Великой Отечественной войны, преподаватель в ремесленном училище, секретарь партийной организации института физической культуры, инструктор обкома партии, первый секретарь Кедайнского райкома партии, ответственный организатор ЦК КП Литвы, первый секретарь Кедайнского райкома КП Литвы, заместитель председателя Комитета народного контроля Литовской ССР.
Избирался депутатом Верховного Совета СССР 7-го созыва.
Умер в Каунасе после 1985 года.